# Симбирцев, Виталий Иванович
Вита́лий Ива́нович Симбирцев (1935 — неизвестно) — советский футболист, защитник.
Начинал играть в командах чемпионата Латвийской ССР «Сарканайс металургс» Лиепая (1955—1956, сыграл два матча в Кубке СССР 1955) и СКВО Рига (1958—1959). С 1960 года провёл три сезона в чемпионате СССР в составе «Даугавы-РВЗ» Рига — 92 матча, в 1963—1964 годах за «Даугаву-РЭЗ» в классе «Б» сыграл 38 матчей, забил один гол.